# Tystnadskultur
Tystnadskultur avser ett gruppbeteende där en grupp tillägnat sig normer, föreställningar, vanor och antaganden som medför att personer i gruppen drar sig för att uttala sig om ett givet ämne. Exempelvis missförhållanden, sexuella trakasserier och ekonomiska oegentligheter.
Enligt förvaltningsforskaren Louise Bringselius finns det framförallt tre faktorer på organisationsnivå som kan utgöra en grogrund för tystnadskulturer att uppstå kring: alltför stark linjestyrning, bristande tolerans mot misstag samt varumärkestänkande. I en alltför stark linjestyrning finns en strikt hierarki där underordnade förväntas lyda order och var följsamma. Detta riskerar att leda till att de underordnade blir mer lojala mot sina överordnade än mot deras uppdrag. I organisationer med bristande tolerans mot misstag straffas individer till den grad att ingen vågar medge misstag och med ett starkt varumärkestänkande blir varumärket viktigare än de verkliga förhållandena och allt som kan tänkas skada varumärket skjuts undan.
På en individnivå menar organisationspsykologen Jonas Mosskin att rädsla, oro och skam utgör de viktigaste faktorerna. Att det för individen oftast är säkrare att vara tyst och följa majoritetens uppfattning än att ta risken att säga vad man tycker. Att avvika från gruppens uppfattning kan få gruppen att sluta sig inför ett upplevt yttre hot och börja baktala avvikarna och markera avstånd.
Bland faktorer som motverkar tystnadskultur finns: psykisk trygghet och säkerhet, tillits- och samarbetskultur, öppenhet för lärande och nya impulser, inbjudan till kritik eller rapportering av problem i förebyggande syfte.